# Kiwa (Kiwaidae)
Kiwa là một chi động vật giáp xác mười chân sống tại các lỗ thông thủy nhiệt và khe nước lạnh dưới biển sâu. Các loài trong chi này thường được gọi là "tôm hùm yeti" hoặc "cua yeti", theo tên loài động vật "người tuyết" yeti huyền thoại, vì vẻ ngoài "nhiều lông" của chúng. Chi này được xếp vào họ riêng của nó, Kiwaidae, thuộc siêu họ Chirostyloidea. Danh pháp  Kiwa được đặt theo tên của vị thần trong thần thoại Polynesia.

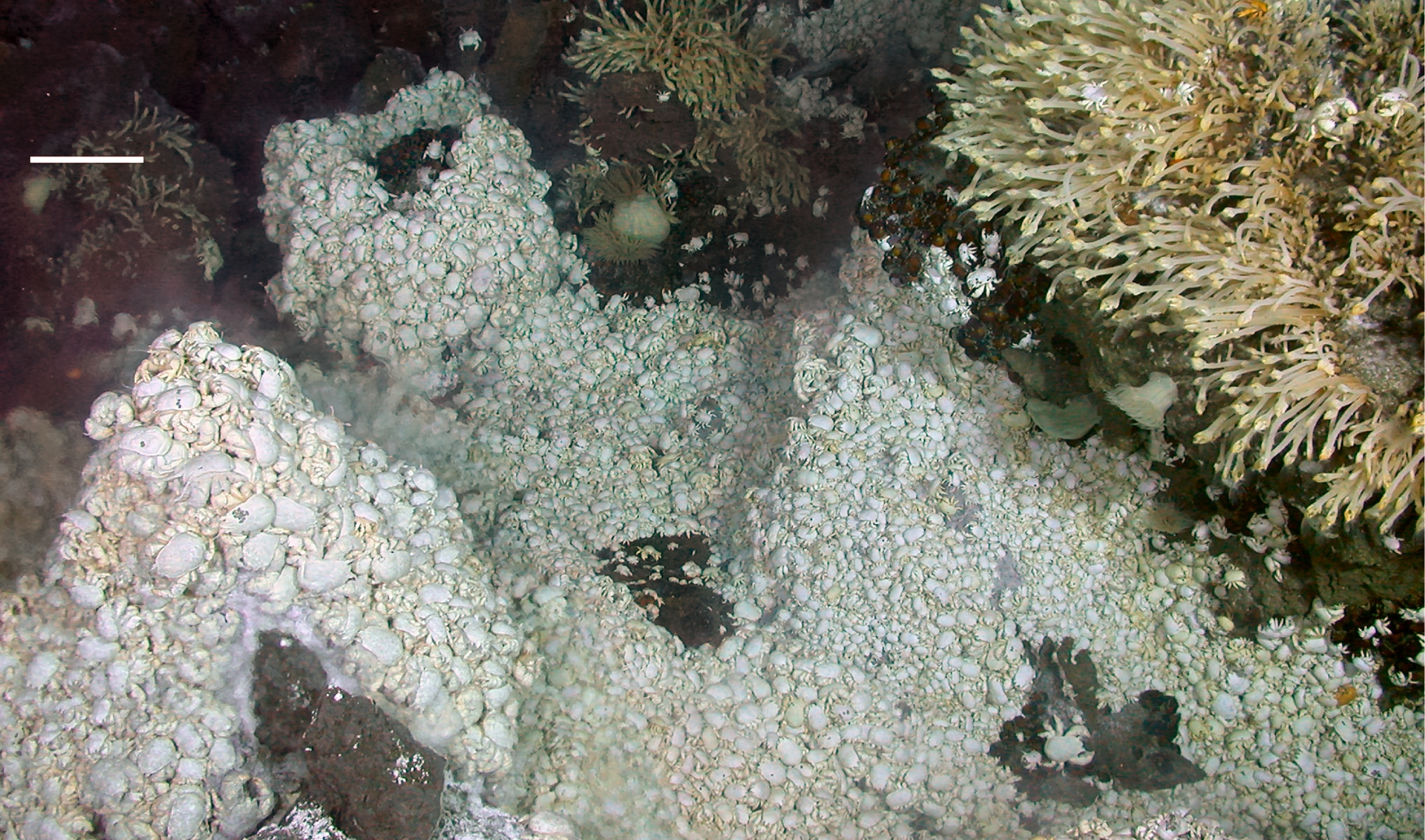
Quần thể Kiwa xung quanh một lỗ thông thủy nhiệt

Dựa trên sự hiện diện của vi khuẩn oxy hóa lưu huỳnh trên lông của cả loài Kiwa hirsuta và loài mới ở khu vực "Dãy núi Tây Nam Ấn Độ Dương" (South West Indian Ridge - SWIR), cho thấy cả hai loài này đều có thể ăn vi khuẩn ngoài việc ăn xác thối. Đối với loài Kiwa puravida, vi khuẩn đã được xác định và hành vi ăn uống đã được quan sát, được cho là làm tăng dòng khí mê-tan và hydro sunfua, thức ăn của vi khuẩn, về phía vi khuẩn. Hai giới tính của loài ở SWIR ưa thích nhiệt độ khác nhau, trong đó con đực dường như thích nước ấm hơn và con cái mang trứng và con non thích nước lạnh hơn.
Vì cua yeti sống trong những môi trường khắc nghiệt như khe nước lạnh và lỗ thông thủy nhiệt nên loài này đã thích nghi với một số hành vi và phẩm chất nhất định để hỗ trợ sự sống còn của chúng. Những sự thích nghi này bao gồm sự phát triển của lông, chân trước và càng. .

## Phạm vi và môi trường sống
Nhiều loài cua yeti khác nhau đã được tìm thấy ở nhiều địa điểm khác nhau. Bốn loài đã được mô tả: Kiwa hirsuta được phát hiện vào năm 2005 ở khu vực dãy núi Thái Bình Dương-Nam Cực, Kiwa puravida được phát hiện vào năm 2006 tại các khe nước lạnh ở Đông Thái Bình Dương (tất cả các loài khác đều phát hiện từ các lỗ thông thủy nhiệt), Kiwa tyleri, được gọi một cách thông tục là "cua Hoff", từ dãy núi Đông Scotia, và Kiwa araonae từ dãy núi Úc-Nam Cực. Hai loài tương tự nhưng chưa được mô tả được biết đến từ các lỗ thông hơi khu vực SWIR và ở Galápagos. Phân tích DNA đã xác nhận sự khác biệt của các loài, chúng đã tách ra khỏi nhau hàng triệu năm trước. Loài Kiwa thứ ba chưa được mô tả được phát hiện vào năm 2010 ở khu vực Đại Tây Dương thuộc Nam Đại Dương tại các lỗ thông hơi trên dãy núi East Scotia. So với hai loài đầu tiên, nó có càng ngắn hơn nhiều về mặt tỷ lệ, với phần lớn các lông phát triển vi khuẩn tập trung ở mai bụng.